# クロス・マネジ
『クロス・マネジ』は、KAITOによる日本の漫画作品。『少年ジャンプNEXT!』（集英社）2012年WINTER号に掲載された後、『週刊少年ジャンプ』（集英社）2012年21・22合併号に読み切りとして掲載、2012年42号から2013年34号まで連載された。その後、『少年ジャンプNEXT!2013 AUTUMN』（集英社、2013年10月15日発売）に番外編が巻末カラーで掲載された。本誌などで完結編と書かれたが正確には完結編ではなく最終回の前に起きたことを書いた番外編である。

## 概要
自分を「あんのないあんパン」と自称する、何に対しても無気力な男子高校生・櫻井玄哲が、ラクロス少女・豊口深空と出会い、一つの部活を大きく変えていく「スポーツ×青春×恋」のストーリー。単行本2巻の帯に寄稿されたコメントには「プレイヤーだけが主役じゃない。共に努力し、友情を分かち合い、仲間と得る勝利。これが少年ジャンプの伝統の新しい形」と書かれ、ラクロスというスポーツに主軸を置きながら、人間関係や「楽しむこと」「強くなること」「勝つこと」とは何かを物語のもう1つの軸としている。

## あらすじ
高校1年生の3学期、サッカー部を辞めて親友の関賢太郎・若本仁と新しい部活探しをしていた櫻井は、学校の帰り道でラクロスの自主練をしている豊口を偶然見つける。その姿に目を奪われた櫻井は、豊口がシュートのつもりで投げたボールが自分の顔面を直撃したうえ、成り行きでボール探しをすることになり、その最中に豊口と口論になる。
高校2年生に進級すると、櫻井と豊口は同じクラスになる。しかし、互いに以前の口論のせいで口を利くことはないまま、櫻井も4月中にどこかの部に在籍しなければならず、友人である鳥海誠治の勧誘により将棋部に入部。これが櫻井の好みに合い、将棋という新たに打ち込めるものを見つける。
そんな4月のとある雨の日、自主練中に豊口が足を挫いて転んでしまうところを目撃した櫻井は思わず駆け寄り激昂。怪我ばかりで何も上達しない豊口を見かねてシュート練習に付き合う。豊口は、練習の仕方もわからず闇雲に足場の悪い場所で自主練を繰り返していたのだった。
櫻井の指導下で放った球は的へ正確に当たり、豊口は感動して櫻井をラクロス部に勧誘する。勧誘を拒否する櫻井を帰すまいと、豊口は櫻井の鞄を奪い抵抗するが、そのとき櫻井が誤って豊口の胸を触ってしまう。──「うん、許してやんない。つぐなおっか、櫻井クン」──そんな些細な出来事が、2人の高校生活、そして藤丘高校ラクロス部全体までもを、大きく変えるものとなるのであった。

## 登場人物
登場人物の名字は全て現役の声優から採られている。

### 藤丘高校

#### ラクロス部
豊口が創設した歴史の浅い部で、櫻井が来るまでは実戦経験も無かったが、櫻井の指導の下で成長していく。豊口や斎賀の「常に全力投球」というスタンスは他の部員にも伝播している。
櫻井 玄哲（さくらい つねのり）
2年。マネージャー。身長188cm。A型。12月29日生まれ。山羊座。好きな食べ物は、鶏の唐揚げと塩昆布。他に、オムライスについては拘りを持っている。耳たぶを触るのが癖。
藤丘西中学校のサッカー部時代はパスの名手で、そのプレイを見た人が「西中のルイ・コスタ」と異名をつけるほどの名パサーだった（櫻井本人はそう呼ばれることをあまり快く思っておらず、目指す選手も実際はルイス・フィーゴであった）。藤丘高校でもサッカー部に入るが、小学校時代から急成長した身体と人一倍やっていたハードな練習が膝に大きな負担をかけ、怪我をして再起不能と宣告され、1年生の秋にサッカー部を辞めている。その後は自身を「あんのないあんパン」と思い、まるで抜け殻のように無気力に部活を転々としていた。
部活を決めかねている最中に河原で練習する豊口と出会いラクロス部の存在を知り、櫻井が将棋部に入部した後も、足場の悪い場所で闇雲に続けていたずさんな自己練を見兼ねてシュート練習を教える。その教え方の上手さから豊口に「ラクロス部に入ってよ」と言われ、終いには櫻井の鞄を奪った豊口の胸を誤って触ってしまったことがきっかけで強引にラクロス部のマネージャーに勧誘されることになる。最初は男子マネージャーになることを嫌がって隠していたが、上手くなるためになりふり構わず努力する豊口の姿を見て正式にマネージャーとなることを決意する。
自分の過去の経験から部員の怪我には誰よりも敏感で、怪我を重ねてもなお闇雲に練習しようとする豊口に激怒したこともある。また最初は結果を考えず努力することを否定する発言をしており、これは誰よりも努力したが報われなかった自分の過去から目をそらすためであり、本当は上手くなるために努力しないこと、人の努力を馬鹿にすることが嫌い故の発言でもある。
ラクロス部にマネージャーとして入部した後は、部員の適性を的確に見いだし、厳しいメニューを課しながらもチームを着実に強くしていった。また、自身がサッカー経験者であるため、打倒蝶蘭を掲げる部員のために策を練ったり、徹夜をしてまで相手チームの研究をしたり、何十冊とラクロスやスポーツに関する本を読むなど、マネージャー業に関しては真摯に打ち込んでいる。
女子に対して免疫がない。そのためか恋愛に関して極めて鈍感であり、また服のセンスもない。若本、関は親友であり3人でいることが多い。
豊口 深空（とよぐち みそら）
2年。部長で、ポジションはアタッカー。背番号は3。不器用だが、ヤル気とガッツだけは誰にも負けない頑張り屋。身長155cm。B型。9月17日生まれ。乙女座。好きな食べ物は、マカロニグラタンとシュークリーム。
子供時代から何をやっても人並み以下で、「上手くいかなくても楽しめればいい」という考えに達していたが、中学2年の時にラクロス体験に参加し、一発でシュートが決まったことに感動して、藤丘高校にラクロス部を作り初代部長となった。しかしその後は一発も狙い通りにシュートを決めることが出来ず、部活後に一人自主練を繰り返していた。自主練の最中に櫻井にシュートの仕方を教えてもらったことで再びシュートが決まるようになり、もっと教えて欲しいと櫻井を強引にマネージャーに勧誘するようになった。その後も教えてもらいたい一心で嫌がる櫻井につきまとい、その熱心さで頑なになっていた櫻井の心を動かしてマネージャーにすることに成功した。
一度決めたことは人目を気にせずがむしゃらに努力する性格で過ぎたことは深く考えない。それは彼女の一番の才能であり、むしろ深く考えすぎると頭がショートする。しかし自分のことしか考えていないわけではなく、櫻井の過去を知って涙したり、部を抜けそうになった3人を引き止めたりと部員のことは誰よりも気にかけている。
ラクロスに関しては部長ということだけあり、何よりも情熱をかけて打ち込む。当初は先述の「下手でも楽しく」という考えでラクロスをしていたが、櫻井が中学時代のシュートを呼び起こしたことで、「ラクロスだけは上手くなりたい」と思うようになる。また、その過程で櫻井や他の部員、和峯、龍蔵などと関わっていくことによって「『勝つ』ってどういうことか」について考え、自分なりの答えを出す。
夏合宿では怪我のため絶対安静を余儀なくされ、櫻井（や早見）と共にマネージャー業を手伝うことになる。以降、髪を切って、夏合宿の際に櫻井から貰った桜のヘアピンを付けている。
斎賀 那智（さいが なち）
2年。ポジションはミッドフィルダー。背番号は18。強気で男勝りな性格の持ち主。身長170cm。AB型。7月23日生まれ。獅子座。好きな食べ物は、激辛担担麺等の辛い物。握力は、右50.3 左48.7。オムライスを作るのが得意。
口よりも先に手が出るタイプで、気に入らない発言をした相手にはつい暴力を振るったり強い口調で接してしまうこともある。当初は櫻井がラクロス部のマネージャーになるのを嫌がっており、下着姿を見られたことから櫻井を「エロ木偶（でく）」 と呼び毛嫌いしていた。その後、櫻井の力で4人の新入部員が入ったことで櫻井を「エロマネージャー」と認めたが、そっけない態度と振るう暴力は変わっていない。
豊口と仲が良く、豊口の気持ちを代弁したり部員を励ましたりと副部長のような役割を担っており、ラクロスにかける情熱も豊口に負けないほど強い。また力も強く、クロスを振った風圧だけでゴールの一部を破壊するなどの離れ技も見せている。
成績は芳しくなく「赤点組」として勉強会に参加するほどだが、先述の通り他人の気持ちを汲んだり、核心を突くことを発言することも多い。
要領よくマネージャー業をこなす櫻井に対してはあまり態度には出さないものの感謝している。一方で、不器用でなかなか上手く出来ない自分に苛立つこともある。しかし、自分にとってはそれ以外のやり方は無いとも本能的に理解しており、それがベストとも思っている。
斎賀に瓜二つな兄弟が3人いる（長兄の古鷹、次兄の青葉、那智、弟の高雄）。ショートヘアだったが、秋トーナメントの際には髪を伸ばした。
小松 忍（こまつ しのぶ）
2年。ポジションはゴーリー。背番号は11。ギャル系でお馬鹿キャラ。能登と仲が良い。170cm。B型。11月23日生まれ。射手座。好きな食べ物は、カボチャ料理とストロベリーアイス。
1年の時は櫻井とクラスメイトであったが、櫻井がサッカー部であったことや、怪我をしていたことなどについては詳しくは知らなかった。
ゴーリーというポジションに非常に拘っており、その拘りは、聖クロッカス学園高等学校との試合の前に、他の部員には内緒で櫻井と特訓をするほど。結局その特訓では合理的な技術を習得するには至らなかったが、「勘」でファインセーブをする場面も物語後半では増えるようになる。
自称「飽きっぽい」性格だが、周囲の頑張りを格好いいと感じ、自分も何かを成し遂げてみたいと思い始めた。一方、それは「わがままかも」とも考えているが、実際は授業中に教師から怒られるほどにラクロスにのめり込んでいる。
シュシュに強い拘りを持ち、毎日違う色のシュシュを髪に付けていた。秋トーナメントの際には髪をバッサリ切っている。
能登 一乃（のと いちの）
2年。ポジションはアタッカー。背番号は26。150cm。A型。10月21日生まれ。天秤座。好きな食べ物は、ロールキャベツとエクレア。内気だがボールコントロール、パス精度は部員一の実力。
第11話で自分がいたら皆に迷惑になるからと加藤、野沢とラクロス部を退部するが、3日間の強化練習後復帰。試合では指定された座標に正確にパスを出すなど卓越したコントロールを見せた。
櫻井の入部当初はぽっちゃりとした体型であった（そのことを気にしていたのか28種類ものダイエットに挑戦した）が、練習を重ねることによって見違えるほどに痩せている（またその変化によって関や鳥海も惚れているような描写がある）。
沢城 綾（さわしろ あや）
2年。ポジションはミッドフィルダー→ディフェンダー。背番号は31。背番号162cm。B型。6月17日生まれ。双子座。好きな食べ物は、アーモンドと豆乳。櫻井に対してのボディタッチが多い。
毎日制服を汚す豊口に対して、常時ジャージ着用を勧めた。ミステリーやサスペンス、ホラーなどのジャンルが好み。
ポジションはミッドフィルダーからディフェンダーへとコンバートしている。芍薬寺学園高等学校との試合の際、早見からは「なんでもそつなくこなす」「攻撃も守備もするMFに最適」と言われているが、蝶蘭女学院戦では（ポジショニングこそ変わっていないが、蝶蘭が圧倒的な攻撃力を持つためか）DF扱いになっている。
色恋沙汰に関して敏感で、櫻井にサッカー部に戻ってほしいと請う早見のアプローチに対して「手強い」と発言し、少年ジャンプNEXT! 2013AUTUMNに掲載された夏合宿のエピソードでは、櫻井が豊口にプレゼントを渡すきっかけを作っている。
加藤 由梨佳（かとう ゆりか）
2年。ポジションはアタッカー。背番号は58。165cm。A型。8月10日生まれ。獅子座。好きな食べ物は、オクラと最中。算盤一級。真面目で融通のきかない性格で、「ですわ」「〜なくてよ」といった口調で話す。
第11話で上達のためにキツい練習を課すラクロス部に嫌気が差し能登、野沢とラクロス部を退部する。しかし、半ば無理矢理参加させられた。3日間の強化練習中に自己分析力の高さ故に自分の限界を感じて逃げ出そうとしていることを櫻井に見抜かれ、練習によって限界を乗り越えることでやる気を取り戻しラクロス部に復帰した。
ラクロスの実力は決して高くはないが、様々な経験を通し、「私なりに皆の役に立ちたい」「皆で勝ったその時 その中で私も笑えるように」と、逃げ出すことをやめて必死に足掻くようになる。
何か自分にとって衝撃的なことがあると眼鏡が割れる。また、特に深い意味の無い発言を飛躍して解釈してしまうことがある。部の買い出しの際にアイガードを買うよう要求しているが、試合でアイガードを使った描写はない。
田中 瑠璃江（たなか るりえ）
3年。ポジションはディフェンダー。背番号は4。キャラ立ちは、チームナンバー1。166cm。B型。1月18日生まれ。山羊座。好きな食べ物は海鮮丼。特技はキャベツの千切りで、メールを打つのがとても早い。
そのキャラ立ちと存在感は絶大で、ムードメーカーの一面も持つ。まだ女子の多い環境に慣れていない櫻井に対し、発言のきっかけを作り、また肝が据わった性格かつ体型の割に俊敏さもあるので、水橋とともにディフェンダーの柱になる。
水橋 潤子（みずはし じゅんこ）
3年。ポジションはミッドフィルダー→ディフェンダー。背番号は36。167cm。O型。5月28日生まれ。双子座。好きな食べ物はいなり寿司。好きな異性のタイプはガテン系。おっとりした性格のお姉さんキャラで、口癖は「あらぁ」「困ったわぁ」。
当初はミッドフィルダーだったが、非常に視野が広く、状況判断力が高いため、松夢市学園・蝶蘭女学院戦前の練習以降ディフェンダーの要としての役割を担うことになる。実際、蝶蘭戦では完璧な誘導でパスカットをし、藤丘のチャンスを作った。
悠希 右奈里（ゆうき うなり）
1年。ポジションはミッドフィルダー。背番号は21。双子の姉。髪型は左分け。身長147cm。AB型。12月12日生まれ。射手座。好きな食べ物はパスタ（トマトソース系）。好きな食べ物は最初に食べる派。語尾に「なのー」と付ける。
蝶蘭女学院との練習試合の前日、櫻井の作ったチラシをもらい、入部した。
悠希 左奈里（ゆうき さなり）
1年。ポジションはミッドフィルダー。背番号は27。双子の妹。髪型は右分け。身長146cm。12月12日生まれ。AB型。射手座。好きな食べ物はパスタ（クリームソース系）。好きな食べ物は最後に残す派。語尾に「なの〜」と付ける。
右奈里同様に蝶蘭女学院との練習試合前日に入部。
双子揃っての特徴として子供っぽく、両者同じような言動をすることが多い。第36話では、疲労しながらも上々といえる戦況に喜びを第一に顕したり、「背中おして」と言う豊口の発言を聞いて「うなりもおくり出してなのー」「さなりもなの〜」とノリのいい一面を持っている。
野沢 華（のざわ はな）
1年。ポジションはディフェンダー。背番号は15。160cm。O型。6月10日生まれ。双子座。好きな食べ物は、ナポリタン。文芸部と兼部している。気弱で謝り癖がある。関に好意を寄せている。
第11話では加藤、能登とともに一度は退部するも、3連休での強化合宿を経て再入部。櫻井曰く「位置取りが上手」く、「相手の嫌がる位置に的確に」入ることができる。
九時寺 もみじ（くじでら-）
1年。ポジションはディフェンダー。背番号は5。身長180cm。A型。4月16日生まれ。牡羊座。好きな食べ物は、筑前煮とのり煎餅。
藤丘高校ラクロス部の中では一番の大柄。無口であまり発言しないが、可愛い声をしている。作中では唯一第36話で「勝つ」と発言している（それに対し部員が驚いている）。
中学までは柔道部に入っており、全国大会で優勝した事もある（が、部員はそのことを知らない）。
名前不詳の部員
学年やポジション、背番号などは不明だが、春大会で引退した3年に代わり、新たに入部したラクロス部員。最終話と単行本5巻あとがきでほんの少しラクロス部員としての姿を見ることが出来るが、実は第1話で写真部にスカートのはためきを写撃されたときにも登場して櫻井と他の写真部員をボコボコにしている。身長や体格など、一見した見た目は男で、蝶蘭女学院の三森からは「なかなか強力そう」と言われている。

### 蝶蘭女学院
数々の大会で優勝経験のある強豪校。現高校最強と謳われ、女子ラクロス日本代表の茅原和峯や渡辺樹絵里を擁する攻守ともに隙の無いチームである。
茅原 和峯（ちはら なみね）
3年。ポジションはミッドフィルダー。背番号は1。165cm。AB型。8月2日生まれ。獅子座。好きな食べ物は、セロリ。同ラクロス部に所属する横山真琴とは幼馴染で、蝶蘭のエース。女子ラクロス日本代表。
ラクロス以外にもけん玉、独楽、竹蜻蛉、ヨーヨーなどにも打ち込んだことがある（第24話で披露したけん玉のテクニックはかなりのもの）。
「下手では意味がない」「勝てなければ結局全て無駄」「好きでなければやってはいけない?」という考え方で、女子ラクロスの日本代表でありながら、楽しさや好きという感情を抜きにしてラクロスをしている。一方で藤丘高校との練習試合後に、藤丘を馬鹿にする部員に対し「貴女達があのチームを笑う資格はない」と叱咤する一面もある。櫻井や豊口から「負けたくないです」「負けません」と言われ、最後の最後まで諦めず全力で試合に打ち込む藤丘のメンバーや、怪我をしながらも試合に戻り、自らを抜き去った豊口、試合にこそ出ていないものの部員をまとめ上げ、部員とともにラクロスに真摯に向かい合う櫻井から「楽しむこと」を学ぶ。
基本的に寡黙で、口数はあまり多くない。ラクロスやけん玉とは反対に、異性とのコミュニケーションなどはむしろ苦手ともいえる。自分でその感情を明言することはなかったが、所々で櫻井に好意を抱いているような描写もある。
山内 塔華（やまうち とうか）
3年で蝶蘭女学院ラクロス部キャプテンを務める。ポジションはディフェンダー。背番号は33。身長167cm。AB型。2月28日。魚座。好きな食べ物は、梅干しとだし巻き卵。
好きな男の前だと借りてきた猫。冷静かつ厳格な性格で、試合中にミスを犯した部員にはペナルティーを課すほど。
三森 もも（みもり-）
2年。ポジションはミッドフィルダー。背番号は34。身長149cm。A型。3月13日生まれ。魚座。好きな食べ物は、ゼリービーンズとマカロン。
愛称はモモリ。偏食でセロリが一番嫌いだったが、和峯が食べているのを見てから、毎朝泣きながら食べている。
和峯の事を「和峯お姉さま」と呼び、羨望を抱く。三森自身のプレイングも和峯を彷彿とさせるような俊敏かつ華麗なもので、小柄ゆえに大柄な選手への対応が得意。一方で和峯の幼馴染である横山の事を嫌っており、その為彼女へのパスを躊躇している。櫻井にはそのことを見抜かれ、藤丘の作戦に引っ掛かってしまう。
和峯が櫻井に興味を抱いていることをあまり快く思っていない。藤丘戦の直前に櫻井と対面して「だっっっさい」と突然言い放ったり、「一緒にいると不思議な感じがしたから興味が湧いた」という和峯の台詞に狼狽したりするシーンもある。
渡辺 樹絵里（わたなべ じゅえり）
3年。ポジションはゴーリー。背番号は29。156cm。B型。11月3日生まれ。蠍座。好きな食べ物は、うなぎと抹茶アイス。猫10匹と犬2匹を飼っている。女子ラクロス日本代表。
蝶蘭女学院のゴーリーを務め、さらに女子ラクロス日本代表と、まさに最強の盾といえる存在。ダイアゴナルランとレーザービームで蝶蘭メンバーを見事に出し抜いた藤丘の猛攻ですらも「丸解り」と言ってシュートを止めてしまうほど読み合いに長けており、龍蔵曰く「一対一こそ彼女の真骨頂」。
横山 真琴（よこやま まこと）
3年。ポジションはミッドフィルダー。背番号は6。163cm。A型。12月5日生まれ。射手座。好きな食べ物は、かりんとう。
和峯の幼なじみで、和峯に誘われて高1からラクロスを始める。努力家ではあるが、和峯と幼なじみで仲がいいという理由で三森からはあまり好かれておらず、「凡人先輩」と呼ばれている。横山自身は蝶蘭の1軍に選ばれるほど努力しており、三森をライバル視してはいない。
目が隠れるほど前髪が長く、体が固い。

#### その他の生徒
関 賢太郎（せき けんたろう）
2年。藤丘高校ゴルフ部員。櫻井の同級生で友達。身長172cm。B型。5月23日生まれ。双子座。好きな食べ物は、ご飯、ハンバーグ、ラーメン等色々とある。
物事を深く考えないタイプ。方向音痴。ゴルフ部員ではあるが放課後は櫻井、若本といることが多く、部活をしている描写はない。ラクロス部の活動を見に来ることも多く、その際は異常な反射神経と瞬発力で飛んできたボールをキャッチしたり、痩せた能登に惚れかけたりしている。ラクロス部の試合の際には応援に駆けつけている。
普段はのほほんとしているが、マネージャーとして努力する櫻井を侮辱した鳥海に激昂しボコボコにするなど友達思いで熱い一面もある。暇な時は筋トレをしている。
能登に好意を寄せており、単行本5巻のあとがきには告白しているような場面が描かれている。
若本 仁（わかもと じん）
2年。藤丘高校文芸部員。櫻井の同級生で友達。身長169.7cm。O型。7月3日生まれ。蟹座。好きな食べ物は、麻婆豆腐とみたらし団子。
物静かで冷静に考えるタイプ。人の顔を見て考えを読むことが出来る。文芸部員ではあるが放課後は櫻井、関といることが多く、部活をしている描写はない。ラクロス部の活動を見に来ることも多く、冷静な判断力で解説をしたりアドバイスを考えて櫻井の手助けをする。ラクロス部の試合の際には応援に駆けつけ、主にカメラで試合を録画している。
目つきが悪く、冷たく聞こえるような発言もするが、友達思いな性格。櫻井がラクロス部に勧誘され、迷っている間に膝の痛みが襲った際には「（辛い過去は）早く忘れちまえ」と言ったり、早見が櫻井をサッカー部に引き戻そうとした際には「選んだのはあいつです」と発言したりしている。両利き。高1で関に身長を抜かれたのが気に食わない。
手先が器用で、対蝶蘭に向けて秘策を練る櫻井に協力し、豊口と斎賀専用の改造クロスを編んだ。
鳥海 誠治（とりうみ せいじ）
2年。藤丘高校囲碁・将棋部。櫻井の同級生。身長176cm。B型。1月31日生まれ。水瓶座。好きな食べ物は、天ぷら。視力は右が0.03 左が0.1。
基本的には明るい性格であり、冗談もよく言うが、熱血である櫻井と反りが合わないこともしばしばあったり、傷付けるような発言をすることもある（しかしその後はきちんと櫻井と仲直りしている描写もある）。
将棋部に好きな子がいたが、フラれた。
早見 千海（はやみ ちうみ）
3年。藤丘高校サッカー部マネージャー。
優しく賢い美人で「男の理想を絵に描いたような人」として藤丘高校では有名であるが、実はお人好しでおっちょこちょいな性格であり失敗することも多い。当初は櫻井をなんとかサッカー部に復帰させようとしていたが、最後は櫻井のラクロス部にかける想いを知り身を引いた。現在は試合を見に来るなどラクロス部と櫻井を応援している。
サッカー部時代から櫻井にアプローチを重ねているが、櫻井が鈍感なこととタイミングの悪さが重なってスルーされている。しかし持ち前のタフさで現在も諦めてはいない様子。
ラクロス部の田中、水橋とは同学年ということもあり、仲が良い。芍薬寺学園高等学校との試合をベンチで観戦した際には田中から「ちう、アプローチも程々になさいよ」などと言われ、試合後行ったファミレスで櫻井が腹踊りしたことを二人から聞かされ水橋から「目が怖ぁい」とも言われている。
櫻井へのアプローチは（彼女の脳内では）かなり綿密で、サッカー部の練習の合間を縫って、ラクロス部員のポジションを考える様子を陰で覗き見したり、ラクロスの基礎的なルールを独学で覚えるほど。しかしその行動は、「賢くて気が利く」サッカー部員だった櫻井が、ラクロス部でも「賢くて気が利く」マネージャーだったと逆に痛感させられてしまう結果を呼ぶ。
菅原 源次郎（すがわら げんじろう）
藤丘高校写真部の部長で、3年生。彼の追う被写体は「スカートのはためき」であり、彼の写真に下着が写ったことは一度もない。
蝶蘭戦には写真部として密かに観戦しに来ており（スカートのはためきを撮るため）、最終話で登場するラクロス部の集合写真は、実は彼が撮ったものである。
宮野 翔（みやの しょう）
藤丘高校3年生。イケメンすぎる将棋部員として有名で、彼の通った後には光の軌跡ができ、彼が持った駒は光を放ち、打った盤上は輝くという。

#### 教師
杉田 透（すぎた とおる）
藤丘高校の現代国語担当の教師で、ラクロス部顧問。身長178cm。B型。6月26日生まれ。蟹座。好きな食べ物は、コロッケと日本酒。
ラクロスのルールすら知らないようないい加減な性格ではあるが、顧問としてはしっかりと相手校の調査をしたりしている。また、現代国語教師らしく「今感じれることしっかり感じときなさいって」「勝って思いっきり喜ぶのもそうだけどさ、負けて思いっきり悔しがんのも頑張った者の特権だよ」と発言した。
中尾 彪結（なかお ひょうけつ）
威厳のある風格をした老人。蝶蘭女学院の校長であり、ラクロス部監督。
自身はスポーツ経験すらなかったが、当時競技人口も少なく、知名度も低かったラクロスを一人で頑張る生徒の姿に心を奪われ、ラクロス部を全力でバックアップし、コネや独自の哲学で現在の蝶蘭ラクロス部を作り上げた。
選手をヴァルキュリア、自身の事をオーディンと言っており、照樹から中二病扱いされていた。

#### その他関係者
中原 龍蔵（なかはら りゅうぞう）
大学4年生。183cm。B型。10月5日生まれ。天秤座。ラクロスショップナカハラの店長の息子で、男子ラクロス日本代表。好きな食べ物は、新鮮なトマトとコーヒー。好きな色は黒。趣味は腕時計集め。
ラクロスの才能・実力はかなりのものだが、その才能のせいで、周囲の挫折や絶望を理解することができず、そういう人に対しては「楽しければそれでいい」「上手くなんてなれなくていい」と思っている。
豊口のことを「妹」「天使（エンジェル）」などと呼んでおり、溺愛している（豊口からは「龍兄ちゃん」と呼ばれている）。一方で豊口にはラクロスの才能が無いと見抜いており、「上手くしてやる」と言った櫻井にマネージャーを辞めるよう脅したりもしている。しかし、豊口の些細な才能を見付けた櫻井のことを後に認め、激励するようになる（発言そのものには皮肉などがたっぷり混じっている）。藤丘高校ラクロス部の夏合宿にはコーチとしても参加しており、さらには蝶蘭女学院の一部部員も呼ぶ。
顔立ちが整っていることもあってか、非常に軟派な性格である。
折笠 照樹（おりかさ てるき）
中原の後輩で大学2年生。208cm。AB型。4月11日生まれ。牡羊座。男子ラクロス日本代表。ラクロスショップナカハラでアルバイトをしている。好きな食べ物は、ドーナツ。趣味は某ドーナツ店のポイント集めと特典グッズ収集。ポイントカードが好き。
自分からはあまり発言することは無いが、身長が櫻井より大きいことにビビる関に対し「飴いる?」と気遣ったり、口調も基本的にはおっとりとしている優しい性格。しかし龍蔵が女性をナンパしたり、豊口を溺愛している様子を見ては「キモいっスわー」「ないっスわー」などと龍蔵を軽蔑するような発言をする（それに対して龍蔵にはいつも「うるせえぞ照樹」と怒鳴られる）。しかし龍蔵のことを嫌いというわけではなく上記の発言はあくまで冗談である。
藤丘高校ラクロス部の夏合宿では櫻井からコーチを依頼された（が、実際には龍蔵にそのことがバレてしまい、龍蔵と共にコーチをすることになる）。

## 書誌情報
- KAITO 『クロス・マネジ』 集英社〈ジャンプ・コミックス〉全5巻
  1. 「探し物とラクロス女」2013年3月9日第1刷発行（3月4日発売[集 1]）、ISBN 978-4-08-870635-1
  2. 「だから一緒に」2013年5月7日第1刷発行（5月2日発売[集 2]）、ISBN 978-4-08-870669-6
  3. 「君に会うまで」2013年7月9日第1刷発行（7月4日発売[集 3]）、ISBN 978-4-08-870770-9
  4. 「見てて」2013年9月9日第1刷発行（9月4日発売[集 4]）、ISBN 978-4-08-870807-2
  5. 「探し物は」2013年11月6日第1刷発行（11月1日発売[集 5]）、ISBN 978-4-08-870839-3